# 용길이네 곱창집
《용길이네 곱창집》(일본어: 焼肉ドラゴン)은 2018년 개봉한 일본의 드라마 영화이다. 정의신이 감독과 각본을 맡았으며, 그의 동명 희곡을 영화화한 작품이다. 2018 일본 영화 비평가 대상 작품상 수상작이다.

## 출연진
- 김상호 - 용길 역
- 이정은 - 영순 역
- 마키 요코 - 시즈카 역
- 이노우에 마오 - 리카 역
- 오타니 료헤이 - 하세가와 역
- 오오이즈미 요 - 테츠오 역
- 사쿠라바 나나미 - 미카 역
- 임희철 - 일백 역
- 한동규 - 윤대수 역
- 우노 쇼헤이 - 오신길 역
- 오에 신페이 - 토키오 역
- 네기시 토시에 - 미네코 역

## 기타
- 수입사 :  퍼스트런